# Tiny Toon Adventures 2: Trouble in Wackyland
Tiny Toon Adventures 2: Trouble in Wackyland — видеоигра в жанре аркады, разработанная и изданная компанией Konami в 1992 году для игровой консоли NES. Это вторая компьютерная игра по мотивам мультипликационного сериала Tiny Toon. Первая была выпущена для этой же консоли и имела название «Tiny Toon Adventures».

## Сюжет
Кролик Бастер Банни, известный из первой части игры, решил отдохнуть в «Парке развлечений». Кроме того, кролик решил пригласить друзей, также хорошо знакомых игрокам. Это: утёнок Плаки Дак, поросёнок Хэмтон, котёнок Пушок, а также подружка Бастера — крольчиха Бэбс Банни. Каждый из героев выбрал аттракцион. Но вместо отдыха их ожидала масса неприятностей, которые характерны для каждого вида аттракциона. Но герои смогли преодолеть все опасности. После этого каждый из них передал Бастеру четыре золотых билета (по одному за каждый аттракцион), и кролик отправился в главный объект в парке — «Дом смеха», где надеется найти и победить хозяина парка — Монтану Макса.

## Игровой процесс
В начале игры доступны четыре аттракциона, пятый откроется после прохождения первых четырёх. В начале игрок имеет десять билетов. Таким образом он может пройти все аттракционы, поскольку сумма всех билетов, необходимых для посещения всех аттракционов, равна десяти. Чем сложнее аттракцион, тем выше его стоимость. Для того, чтобы приобрести билеты, нужно набирать очки. Сидящая в билетной кассе Ширли Лун продаёт один билет за три тысячи очков. После прохождения каждого из аттракционов добавляется один золотой билет. Четыре золотых билета, как и пятьдесят обычных, дадут возможность пройти в «Дом смеха».

## Аттракционы

### Автодром(Bumper cars)
Самый дешёвый и лёгкий аттракцион (но сложно уложиться в отведённое время). Стоит 1 билет. Игрок управляет Плаки Даком, который ездит на электромобиле. Вместе с Плаки в аттракционе присутствуют две крысы. 
Цель: столкнуть крыс в специальное отверстие. Сделать это довольно сложно, поскольку крысы сопротивляются, а также мешают посторонние объекты. Игра состоит из трёх раундов. Время: 2 минуты на три раунда.  Очки добываются путём выбивания объектов с цифрой 10 (т.е. по 10 очков за удар). Большим количеством отталкиваний можно также выбить бонус мощь, который имеет вид слова pow (от англ. power — мощность). При взятии этого бонуса автомобиль Плаки обретает мощность, превалируя над автомобилями крыс, и поэтому игрок может их легко отталкивать. 
Игра окончится неудачей, как только Плаки трижды провалится в отверстие или закончится время, отведённое на игру.

### Поезд(Train)
Стоит 2 билета. Игрок управляет Хэмтоном Пигом, который должен добраться по крыше от хвоста поезда до его головы. Время: 3 минуты. Во время этого путешествия Хэмтону противостоят не только враги (крысы, летучие мыши, боксёрские перчатки), но и железнодорожные знаки, низкие потолки, отцепляющиеся вагоны. Для того, чтобы уничтожить врага, нужно ударить его животом. Иногда враги появляются непосредственно из вагона и прыгают на крышу, и поэтому необходимо успевать отскакивать. Также, по уровню разбросаны пирожные. Их нужно собирать, поскольку каждое пирожное даст тысячу очков.
В конце (точнее, в начале поезда) Хэмтона ожидает босс: питбуль Арнольд, который показывается в одном из трёх отсеков на локомотиве. Для того, чтобы победить босса, нужно уворачиваясь от кулаков и гантель, нанести 4 удара животом.
Игра окончится неудачей, если Хэмтон трижды получит урон, упадёт с поезда или закончится время, отведённое на игру (что в принципе невозможно, так как поезд движется быстро, и случиться это может только во время битвы с боссом), а также если он (Хэмтон) окажется между левым краем экрана и надвигающейся справа стеной.

### Высокоскоростной сплав на бревне (High speed log ride)
Стоит 3 билета. Игрок управляет котом Пушком, который должен проплыть на бревне до конечного местоположения. Время: 3 минуты. Как и в предыдущем аттракционе, нужно следить не только за явными врагами (крысами, лягушками, рыбами, а также канарейкой Свити Пай), но и за другими объектами (брёвна, показывающиеся из-под воды, остроконечные сооружения). Иногда во время движения нужно перепрыгнуть на другое бревно или на мостик. По пути разбросано множество мелких рыбок, каждая из которых даёт тысячу очков. Можно ускорять или замедлять бревно, нажав В+стрелочка.
Босса в данном уровне нет, так как прибыв в место назначения, Пушок сначала будет тонуть, но его спасёт кит.
Игра окончится неудачей, как только Пушок трижды получит урон, упадёт в воду или в пропасть, либо закончится время, отведённое на игру (что в принципе невозможно, так как бревно движется быстро, хотя скорость бревна можно изменять).

### Американские горки(Roller coaster)
Самый дорогой и тяжёлый аттракцион из доступных вначале. Стоит 4 билета. Игрок управляет Бэбс Банни, которая должна проехать всю дистанцию и в конечном итоге улететь на зонтике. Время: 3 минуты. Здесь необходимо переворачиваться и изгибаться, так как тут много низких потолков, при соприкосновении с которыми наносится урон. Также, есть и обычные враги — крысы, кидающиеся футбольными мячами, а также роботы, которые умеют ездит по рельсам, как вагонетки. Важно собирать фрукты, разбросанные по пути, каждый из которых даёт тысячу очков.
Игра окончится неудачей, как только Бэбс трижды получит урон, упадёт с вагонетки или закончится время, отведённое на игру (что в принципе невозможно, так как вагонетка движется быстро).

### Домсмеха (Fun house)
Финальный аттракцион, самый дорогой и тяжёлый. Стоит 4 золотых билета (дают бесконечную возможность входа), или 50 обычных билетов. Игрок управляет Бастером Банни, который должен пройти все препятствия и найти Монтану Макса. Время: 4 минуты (на босса даётся дополнительное время).  В доме встречаются крысы, которые либо ходят влево-вправо, либо, высовываясь из окна, кидаются футбольными мячами. Бастер должен уничтожать крыс, используя прыжок с переворотом (а не обычный прыжок, как в предыдущей игре). Также он может пнуть футбольный мяч. Используя прыжок с переворотом, можно несколько увеличить дальность обычного прыжка, тем самым допрыгивая до тех мест, до которых обычным прыжком не допрыгнуть. Во время прохождения встретится локация, в которой присутствует множество дверей, в том числе и на потолке, и игроку будет не так легко найти выход. Также игроку будет противостоять Элмайра Дафф. В отличие от предыдущей игры, в данном случае игрока она не зацеловывает, а отнимает немножко времени (10 секунд за удар). Остальные враги отнимают сердечки. Их можно пополнять с помощью знакомого бонуса Дополнительный удар, имеющего вид картинки с сердечком, который прибавляет возможность получать урон без потери жизни.
Как только игрок зайдёт в комнату с боссом, Монтана Макс появится на дирижабле и будет кидать вниз бомбы. Необходимо отправлять их назад к Максу с помощью прыжка с переворотом. Время: 3 минуты. После пяти попаданий, Макс упадёт на спину, что означает победу.
Игра окончится неудачей, если Бастер трижды получит урон, упадёт в пропасть или закончится время, отведённое на игру.